# 中国评论通讯社
中國評論通訊社，簡稱中評社或中國評論，香港建制派媒體，为《中国评论》月刊的网上版本，於2005年6月3日通過《中國評論新聞網》正式對外發稿
。2007年11月，成立台湾中评社。现为一家综合性网络型新闻出版集团，旗下有中國評論通訊社、中國評論新闻网、中國評論月刊、中國評論學術出版社等機構，下轄中評智庫基金會。中國評論总部设于香港、北京、广州，并设有温哥华分社。中评社还在南台湾设有办事处并雇用台湾人记者。中评社在北京、香港、台北分別註冊成立，共用中國評論通訊社及中國評論新聞網的名義與平台。
《中国评论》月刊是目前唯一一家同时在两岸及港澳地区公开销售的中文时事政治杂志。

## 历史
1998年1月，海协会会长汪道涵定名的《中国评论》月刊在香港创刊，由香港中国评论文化有限公司出版发行。2000年由中华人民共和国新闻出版署批准在内地公开销售，2001年在台湾被行政院新闻局批准公开销售，此月刊成为首个在海峡两岸公开发行的时政杂志。2005年5月在香港注册成立中國評論通訊社，同年6月3日开设中国评论新闻网。2007年2月8日，中國評論通訊社与台湾中国时报在北京联合举办“海峡两岸旅游可持续发展座谈会”。2008年8月，中评社记者随行采访马英九作为总统的首次出访活动，为首家随行两岸领导人出访的新闻媒体。

## 人物
- 郭伟峰，中国评论通讯社社长
- 林道进，2005年7月调入中评社，创始人之一，曾任副社长[12][13]，中国新闻技联常务理事兼副秘书长。2016年离开中评社，创立中国数据科技集团，后又创建中华社、中华智库等机构。[14]
- 李志强，新首钢资源控股公司董事长，中國評論通訊社董事长[15][16]。

## 外部連結
- 官方网站
- 臺灣中評網
- 中國評論新聞網 （页面存档备份，存于）